# NSG-Komplex bei Willingen
NSG-Komplex bei Willingen este o arie protejată (arie specială de conservare — SAC, sit de importanță comunitară — SCI) din Germania întinsă pe o suprafață de 182,53 ha, integral pe uscat.

## Localizare
Centrul sitului NSG-Komplex bei Willingen este situat la coordonatele 51°15′28″N 8°36′17″E / 51.2578°N 8.6047°E.

## Înființare
Situl NSG-Komplex bei Willingen a fost declarat sit de importanță comunitară în aprilie 1999 pentru a proteja 6 specii de animale. Situl a fost protejat și ca arie specială de conservare în martie 2008.

## Biodiversitate
Situată în ecoregiunea continentală, aria protejată conține 8 habitate naturale: Cursuri de apă de la nivel de câmpie la nivel montan, cu vegetație Ranunculion fluitantis și Callitricho-Batrachion, Formațiuni ierboase bogate în specii de Nardus, dezvoltate pe substraturi silicioase în zone montane (și în zone submontane, în Europa continentală), Liziere de ierburi înalte hidrofile de câmpie și de nivel montan până la alpin, Fânețe montane, Mlaștini turboase de tranziție și turbării mișcătoare, Păduri de fag Luzulo-Fagetum, Păduri pe pante, grohotișuri și ravene de Tilio-Acerion, Mlaștini împădurite.
La baza desemnării sitului se află mai multe specii protejate:
- păsări (5): minunița (Aegolius funereus), porumbel de scorbură (Columba oenas), ciocănitoare neagră (Dryocopus martius), ciocănitoare verzuie (Picus canus), sitar de pădure (Scolopax rusticola)
- pești (1): cicar (Lampetra planeri)

Pe lângă speciile protejate, pe teritoriul sitului au mai fost identificate 33 de specii de plante, 6 specii de nevertebrate.